# Хорор (жанр)
Хорор је жанр фантастике који је намењен да уплаши или згрози своје читаоце изазивајући осећаје страве и ужаса. Историчар књижевности Ј. А. Кадон описао је хорор причу као „дело фикције у прози променљиве дужине ... што шокира, или чак плаши читаоца, или можда изазива осећај одбојности или одвратности”. Ствара језиву и застрашујућу атмосферу. Често се централна претња дела хорор фикције може тумачити као метафора за веће страхове друштва.